# 李群
李群（英語：Lie group，/ˈliː/）是一个数学概念，指具有群结构的光滑微分流形，其群作用與微分结构相容。李群的名字源於挪威数学家索菲斯·李的姓氏，以其為連續變換群奠定基礎。1893年，法文名詞groupes de Lie首次出現在李的學生亞瑟·特雷斯（Arthur Tresse）的論文第三頁中。
粗略地说，李群是连续的群，也即其元素可由几个实参数描述。因此，李群为连续对称性的概念提供了一个自然的模型，例如三维旋转对称性。李群被广泛应用于现代数学和物理学。索菲斯·李引入李群的最初动机是为微分方程的连续对称性建模，就像有限群被用于伽罗瓦理论对代数方程的离散对称性建模一样。

## 总览

绝对值为1的复数集（对应于复平面上圆心在原点、半径为1的单位圆）是一个在复数乘法下的李群，称为圆群。

李群是光滑可微流形，因而可以用微分学来研究，这点与更一般的拓扑群不同。李群理论中的关键是替换掉“全局”的对象，也即群本身，而代之以其“局部”或线性化的版本。这个局部版本被索菲斯·李本人称为该李群的“无穷小群”，而后来以“李代数”为人熟知。
李群在现代几何学中在多个层面扮演了重要的角色。费利克斯·克莱因在他的爱尔兰根纲领中认为，可以通过选定适当的保持某种几何性质不变的变换群来考察各种“几何”。例如，欧氏几何对应于欧式空间R3中保距变换构成的欧几里得群E(3)；共形几何对应于把群扩大到共形群；而在射影几何中引起人们兴趣的是射影群的不变属性。这个观念后来发展为G-结构的概念，其中G是流形"局部"对称性形成的李群。
李群（以及与之关联的李代数）在现代物理学中起到了重要作用，并通常扮演了物理系统中的对称性。这里，李群表示或相应的李代数表示尤为重要。 表示理论在粒子物理中被频繁使用。一些具有较为重要的表示的群包括旋转群SO(3)（或其双覆盖特殊酉群SU(2))，特殊酉群SU(3)以及庞加莱群。

## 定义与样例
- {\displaystyle G}为有限维实解析流形
- 两个解析映射，二元运算{\displaystyle G\times {}G\rightarrow {}G}，和逆映射{\displaystyle G\rightarrow {}G}满足群公理，从而具有群结构。

实李群是一个满足下列条件的群：它也是一个有限维实光滑流形，其中群的乘法和求逆操作是光滑映射。 群乘法的光滑性
{\displaystyle \mu :G\times G\to G\quad \mu (x,y)=xy}
意味着{\displaystyle \mu }是一个从积流形{\displaystyle G\times G}到{\displaystyle G}的光滑映射。这两个条件可以合并成一条，即映射
{\displaystyle (x,y)\mapsto x^{-1}y}
是一个从积流形{\displaystyle G\times G}到{\displaystyle G}的光滑映射。

### 初步的样例
- 所有{\displaystyle 2\times 2}实可逆矩阵构成了一个乘法群，记作{\displaystyle GL(2,\mathbb {R} )}或{\displaystyle GL_{2}(\mathbb {R} )}:

{\displaystyle \operatorname {GL} (2,\mathbb {R} )=\left\{A={\begin{pmatrix}a&b\\c&d\end{pmatrix}}:\det A=ad-bc\neq 0\right\}.}
这是一个非紧致的四维实李群；它是{\displaystyle \mathbb {\mathbb {R} } ^{4}}的一个开子集。这个群是非连通的；它有两个连通分量，对应于行列式的正负两种情况。
- 旋转矩阵构成了{\displaystyle GL(2,\mathbf {R} )}的一个子群，记为{\displaystyle SO(2,\mathbf {R} )}。它自己本身也是一个李群：具体地说，它是一个与圆微分同胚的一维紧致连通李群。使用旋转角{\displaystyle \varphi } 作为参数，这个群可以被参数化为如下形式：

{\displaystyle \operatorname {SO} (2,\mathbf {R} )=\left\{{\begin{pmatrix}\cos \varphi &-\sin \varphi \\\sin \varphi &\cos \varphi \end{pmatrix}}:\varphi \in \mathbf {R} /2\pi \mathbf {Z} \right\}.}
其中，角度的加法对应于{\displaystyle SO(2,\mathbf {R} )}中元素的乘法，角度的相反数对应于逆元。因此，乘法和求逆操作也都是可微映射。
- 一维仿射群是一类二维上三角阵组成的李群，其中第一个对角线上的元素为正，第二个对角线上的元素为1。因此，该群包含了如下形式的矩阵：

{\displaystyle A=\left({\begin{array}{cc}a&b\\0&1\end{array}}\right),\quad a>0,\,b\in \mathbb {R} .}

### 反例
现在我们给出一个群的例子，它拥有不可数的元素，并且在某种拓扑下不是李群。我们给定如下群：
{\displaystyle H=\left\{\left.\left({\begin{matrix}e^{2\pi i\theta }&0\\0&e^{2\pi ia\theta }\end{matrix}}\right)\right|\theta \in \mathbb {R} \right\}\subset \mathbb {T} ^{2}=\left\{\left.\left({\begin{matrix}e^{2\pi i\theta }&0\\0&e^{2\pi i\phi }\end{matrix}}\right)\right|\theta ,\phi \in \mathbb {R} \right\},}
其中{\displaystyle a\in \mathbb {P} =\mathbb {R} \setminus \mathbb {Q} }是一个固定的无理数。这是一个环面 {\displaystyle \mathbb {T} ^{2}} 的子群，它在子空间拓扑下不是李群。比如说，如果我们取{\displaystyle H}中的一个点{\displaystyle h}的任意小邻域{\displaystyle U}，那么{\displaystyle H}在 {\displaystyle U}中的部分是不连通的。群{\displaystyle H}在环面上反复缠绕，形成了一个{\displaystyle \mathbb {T} ^{2}}的稠密子群。
另一方面，我们可以给群{\displaystyle H}指定另一个拓扑，使得两点{\displaystyle h_{1},h_{2}\in H}之间的距离被定义为群H中连结 {\displaystyle h_{1}}和{\displaystyle h_{2}}的最短路径长度。在这个拓扑下，{\displaystyle H}通过其元素中对应的{\displaystyle \theta }与实直线同胚。在这种拓扑下，{\displaystyle H}仅仅是加法意义下的实数群，因此也是李群。
群{\displaystyle H}是李群的一个非闭"李子群"的样例。可参见下面基本概念部分关于李子群的讨论。

### 矩阵李群
用GL(n; C)表示复数域上的n × n可逆矩阵。GL(n, C)的任何闭子群也是一个李群；这类李群被称为矩阵李群。
由于李群中大多数有趣的例子都可以用矩阵李群实现，一些教科书把注意力限制在这类李群上，包括Hall以及 Rossmann等，这样可以简化李代数和指数映射的定义。下面是一些矩阵李群的标准样例：
- 定义在R和C上的特殊线性群SL(n, R)和SL(n, C)，分别包括了元素属于R或C的、行列式为1的n × n矩阵。
- 酉群U(n)（以及特殊酉群SU(n)）, 包含了满足{\displaystyle U^{*}=U^{-1}}（对于特殊酉群而言，还需满足{\displaystyle \mathrm {det} (U)=1}）的n × n复矩阵。
- 正交群O(n)（以及特殊正交群SO(n)），包含了满足{\displaystyle R^{\mathrm {T} }=R^{-1}} （对于特殊正交群而言，还需满足{\displaystyle \mathrm {det} (R)=1}）的n × n实矩阵。

以上列举的群均为经典群。

### 相关概念
与实李群相对应，复李群是在复流形上定义的（例如SL(2, C)）。类似地，使用一种Q的度量完备化我们可以在 p-进数上定义p-进数李群，一种满足每个点都有一个p-进数邻域的拓扑群。

## 更多李群的样例
李群经常出现在数学和物理学中。矩阵群或代数群（大部分情况下）是由矩阵构成的群（例如正交群和辛群），而这些也是李群最常见的例子。

### 一维李群
一维情况下唯二的连通李群是实直线{\displaystyle \mathbb {R} } （其群操作为加法）和由绝对值为1的复数组成的圆群 {\displaystyle S^{1}} （其群操作为乘法）。 {\displaystyle S^{1}}也常被记作{\displaystyle U(1)}，即{\displaystyle 1\times 1}酉群。

### 二维李群
在二维情况下，如果我们只考虑简单连通群，那么可以通过它们的李代数来分类。若把同构的情况归为一类，那么此时只存在两种李代数。与这两种李代数关联的简单连通李群分别是{\displaystyle \mathbb {R} ^{2}}（其群操作为向量加法）以及一维仿射群（在前面的小节"初步的样例"中有介绍）。

## 解析李群与光滑李群
部份书籍在定义李群时假设了解析性，本条目採相同定义。另一种进路则是定义李群为实光滑（简记为{\displaystyle C^{\infty }}）流形，并具有光滑的群二元运算与逆元运算。解析条件看似较强，实则两者等价：
定理.任意{\displaystyle C^{\infty }}李群上具有唯一的实解析流形结构，使得群二元运算及逆元运算皆为解析映射。此时指数映射亦为解析映射。

## 同态和同构
{\displaystyle G,H}均为李群，二者之间的一个同态：{\displaystyle f\,:G\rightarrow H}为群同态并且是解析映射（事实上，可以证明这里解析的条件只需满足连续即可）。显然，两个同态的复合是同态。所有李群的类加上同态构成一个范畴。
两个李群之间存在一个双射，这个双射及其逆射均为同态，就称之为同构。

## 李代数
李代數刻劃了李群在單位元附近的局部性狀；藉助指數映射或源自李代數的葉狀結構，可以將李代數的性質提昇到李群的層次。
設{\displaystyle G}為李群，其李代數{\displaystyle {\mathfrak {g}}}定義為{\displaystyle G}在單位元的切空間。{\displaystyle {\mathfrak {g}}}自然具備了矢量空間結構，{\displaystyle {\mathfrak {g}}}上的李括積{\displaystyle [,]:{\mathfrak {g}}\times {\mathfrak {g}}\to {\mathfrak {g}}}定義如下：
1. 定義{\displaystyle G}對自身的伴隨作用為 {\displaystyle \mathrm {Ad} (x)(y):=xyx^{-1}}，{\displaystyle x,y\in G}。
2. 取Ad對變元{\displaystyle y\in G}在單位元上的微分，得到李代數上的伴隨作用，通常記為{\displaystyle \mathrm {Ad} (x)(Y)=xYx^{-1}}，{\displaystyle x\in G,Y\in {\mathfrak {g}}}。
3. 再對變元{\displaystyle x\in G}微分，得到映射{\displaystyle \mathrm {ad} :{\mathfrak {g}}\times {\mathfrak {g}}\to {\mathfrak {g}}}。定義李括積為{\displaystyle [X,Y]:=\mathrm {ad} (X)(Y)}。

不難驗證{\displaystyle [,]}滿足李代數的抽象定義。李括積蘊含了群乘法的無窮小性質，例如：連通李群{\displaystyle G}是交換群若且唯若{\displaystyle {\mathfrak {g}}}是交換李代數。
李括積也可以用左不變矢量場及泊松括號定義，或者取定局部坐標，用群乘法映射在原點的泰勒級數定義。

## 李群對應李代數
若{\displaystyle G}是李群，{\displaystyle H\subset G}是其子群，並帶有李群結構，使得包含映射{\displaystyle H\to G}為浸入（不一定是閉的），則可得到子李代數{\displaystyle {\mathfrak {h}}\subset {\mathfrak {g}}}。反之，任意子李代數{\displaystyle {\mathfrak {h}}}透過左平移定義了{\displaystyle G}上的葉狀結構，取含單位元的極大積分流形，便得到滿足前述條件的子群{\displaystyle H\subset G}。此子群未必是閉子群，它可能是{\displaystyle G}的稠密子集（考慮環面的例子）。
李代數的映射{\displaystyle {\mathfrak {g}}_{1}\to {\mathfrak {g}}_{2}}未必能提昇至李群的映射{\displaystyle G_{1}\to G_{2}}，但可提昇至映射{\displaystyle {\tilde {G}}_{1}\to G_{2}}，其中{\displaystyle {\tilde {G}}_{1}}是{\displaystyle G_{1}}的萬有覆疊空間。

## 指數映射
對於任意矢量{\displaystyle X\to {\mathfrak {g}}}，根據常微分方程式的基本理論，存在{\displaystyle G}中的單參數子群{\displaystyle c_{X}(t),c_{X}(0)=e}使得{\displaystyle c_{X}'(t)=c_{X}(t)\cdot X}。由此得到的映射
{\displaystyle \mathrm {exp} :{\mathfrak {g}}\to G}
{\displaystyle X\mapsto c_{X}(1)}
稱為指數映射。它總是解析映射。
若{\displaystyle G}為{\displaystyle \mathrm {GL} (n)}的子群，則{\displaystyle \mathrm {exp} (X)=\sum _{i=0}^{\infty }{\frac {X^{i}}{i!}}}，這是指數映射一詞的緣由。
當{\displaystyle G}連通且非交換時，指數映射{\displaystyle {\mathfrak {g}}\to G}並非同態；局部上，{\displaystyle \mathrm {exp} (X)\mathrm {exp} (Y)}可以由Campbell-Baker-Hausdorff公式表成涉及括積的無窮級數。

## 一般體上的李群
在任意體、環乃至於概形上，都可以定義群概形；這是概形範疇中的群對象。群概形具有深刻的幾何與數論意義，然而李群未必是代數簇。
另一方面，若域{\displaystyle F}對某個絕對值是完備域，其特徵為零，則可照搬解析李群的定義以定義體{\displaystyle F}上的李群、李代數與指數映射。較常見的例子是{\displaystyle F=\mathbb {C} }；至於數論方面，特別涉及自守表示的研究上，則須用到{\displaystyle F}為p進數體的情形。